# Pompstation (techniek)
Een pompstation is een afgesloten ruimte die bedoeld is om water of andere vloeistoffen te verpompen. Dit kan gaan om "booster"pompen voor baggerspecie, vervoer van petroleumproducten, grond-, afval- en drinkwater.
Kleinere stations zijn vaak onbemand, maar worden wel op afstand bestuurd. Er zijn meerdere redenen voor het plaatsen van een pompstation: door het wrijvingsverlies in (pijp)leidingen is het zeer moeilijk om bijvoorbeeld olie of afvalwater slechts met één pomp over een lange afstand te verpompen. Het plaatsen van een tussenpomp brengt hier een oplossing. Een andere reden is het feit dat pompstations moeten geplaatst worden nét waar het nodig is, bijvoorbeeld op een laag punt, niet ver van een zuiveringsinstallatie.